# Фулдатал
Фулдатал (њем. Fuldatal) општина је у њемачкој савезној држави Хесен. Једно је од 29 општинских средишта округа Касел. Према процјени из 2010. у општини је живјело 11.916 становника. Посједује регионалну шифру (AGS) 6633009.

## Географски и демографски подаци
Фулдатал се налази у савезној држави Хесен у округу Касел. Општина се налази на надморској висини од 176 метара. Површина општине износи 33,7 km². У самом мјесту је, према процјени из 2010. године, живјело 11.916 становника. Просјечна густина становништва износи 354 становника/km².